# Pongo abelii
- Commons
- Wikispecies

Orangotango-de-sumatra (nome científico: Pongo abelii) é uma das três espécies de orangotangos. São encontrados apenas na ilha de Sumatra, sendo uma das mais raras espécies (aproximadamente 7300 indivíduos em estado selvagem). Os machos podem atingir 1,4 metros de altura e podem pesar até 90 quilos, porém as fêmeas são consideravelmente menores, podendo atingir 90 cm e pesar até 45 quilos.

## Descrição
Os machos crescem até cerca de 1,7 m de altura e 90 kg. Assim como em outras espécies de primatas, as fêmeas são menores, com média de 900 cm e 45 kg. Comparados com as espécies, os orangotangos de Sumatra são mais magros e têm rostos mais longos; seus cabelos são longos e têm uma cor vermelha clara.

## Comportamento e ecologia
Comparado ao orangotango-de-bornéu, o orangotango-de-sumatra tende a ser mais frugívoro e especialmente insetívoro. Prefere frutas como figos e jacas. Também come ovos de pássaros e pequenos vertebrados. Os orangotangos-de-sumatra gastam pouco tempo alimentando-se das cascas no interior das árvores. O orangotango-de-sumatra é quase exclusivamente arborícola. As fêmeas nunca viajam no chão, e os machos fazem-no raramente, devido à presença de tigres. Eles fazem grandes ninhos feitos de galhos para dormir.
Os orangotangos que vivem no pântano Suaq Balimbing já foram vistos usando ferramentas. Quase sempre essas ferramentas são pedaços de madeira, que podem ser usados para abrir frutas, cutucar colmeias, alcançar coisas que estão longe e cavar buracos em busca de insetos. A NHNZ filmou um desses animais usando uma folha grande como guarda-chuva. Também a registro de que eles guardam ferramentas que julgam úteis para usar em outra ocasião. Orangotangos de outras partes de Sumatra ainda não demonstraram esse comportamento.

## Distribuição geográfica
Atualmente, os orangotangos concentram-se maioritariamente no extremo norte de Sumatra. Entretanto, estudos científicos locais comprovam a antiga existência desses animais por toda a ilha asiática e até mesmo em Java. Concentram-se principalmente entre os 200 e 1000 metros de altitude, mas também podem ser achados em altitudes maiores.[carece de fontes?]

## Reprodução
O período de gestação é de cerca de 260 dias e a cria é amamentada até completar aproximadamente 3 anos de idade. Os machos tornam-se sexualmente maduros a partir dos nove anos e as fêmeas aos sete.[carece de fontes?]
As fêmeas não engravidam novamente até que o bebê atinja 6-8 anos de idade. As mães passam esses anos com seus filhotes ensinando-os a se mover pela floresta, encontrar os melhores alimentos, construir ninhos, evitar perigos e socializar.

## Genoma

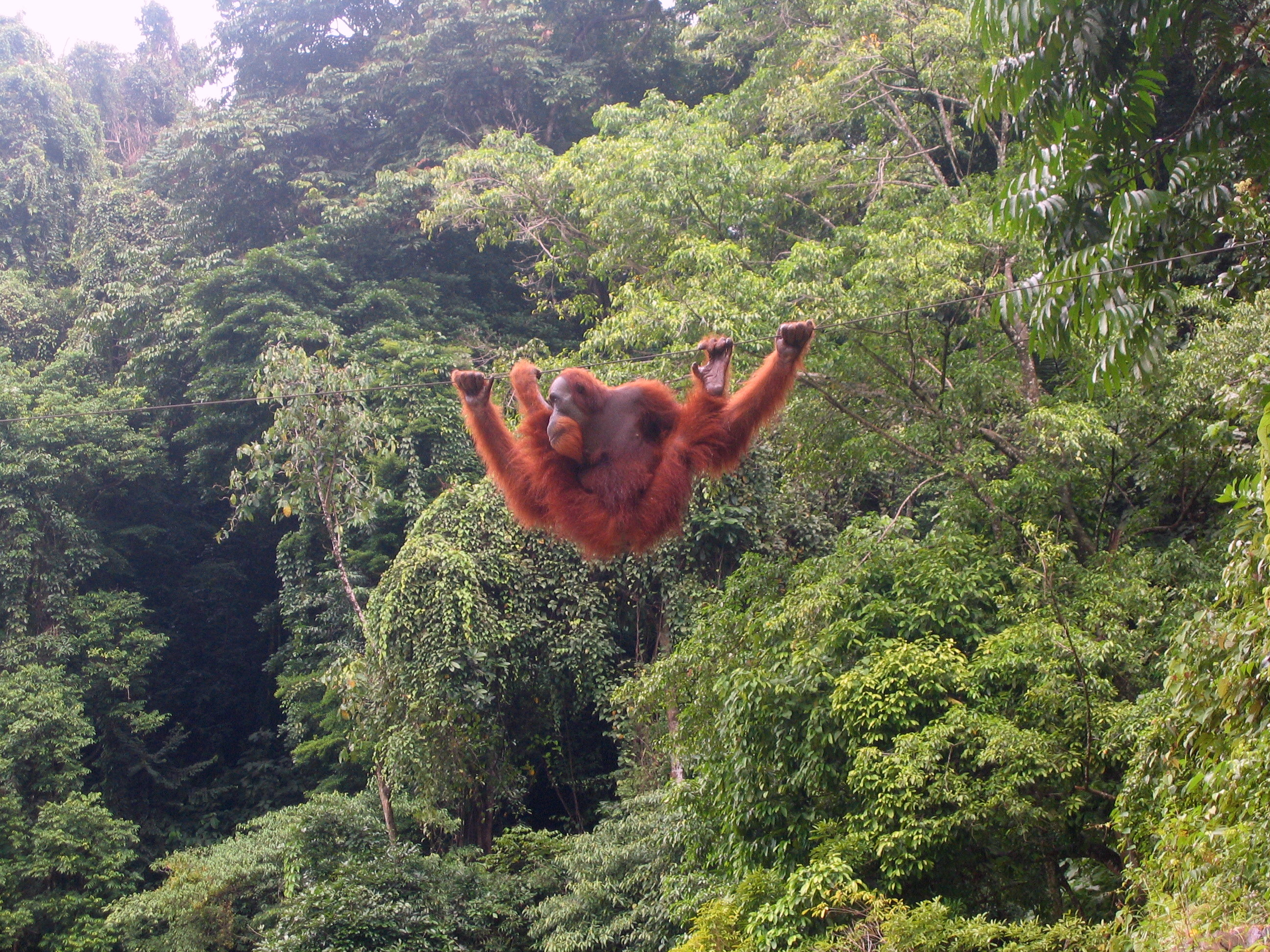
Um Orangotango-de-sumatra em Bukit Lawang.

Os orangotangos têm 48 cromossomos. O genoma dos orangotangos de Sumatra foi sequenciado em janeiro de 2011, baseado numa fêmea criada em cativeiro chamada Susie. Seguindo humanos e chimpanzés, o orangotango-de-sumatra tornou-se o terceiro hominídeo a ter seu genoma sequenciado.
Os pesquisadores também publicaram cópias menos completas de 10 orangotangos, 5 de Bornéu e 5 de Sumatra. Verificou-se que a diversidade genética foi menor no orangotango-de-bornéu do que no orangotango-de-sumatra, apesar do fato de Bornéu ser o lar de seis ou sete vezes mais orangotangos do que em Sumatra. A comparação mostrou que as duas espécies divergiram há aproximadamente 400.000 anos, mais recentemente do que se pensava anteriormente.